# Allersee
Der Allersee ist ein Gewässer in Wolfsburg (Niedersachsen). Er liegt zwischen der Aller und dem Mittellandkanal im Allerpark.

## Beschreibung
Entstanden ist der See in den Jahren 1969 und 1970. Zunächst wurde dafür die Aller verlegt, anschließend wurde der See ausgebaggert. Das Spülgut wurde auf die umgebende Feuchtlandschaft geschichtet, so dass eine parkähnliche Landschaft gestaltet werden konnte. Am 3. September 1970 wurde der Allersee eingeweiht, am 20. Mai 1971 folgte die Eröffnungsfeier für die Bürger. Bereits um 1970 war geplant, den See in östlicher Richtung bis kurz vor Vorsfelde zu erweitern; dies wurde jedoch bis heute nicht realisiert. 
Nach einer Vertiefung im Jahr 1987 hat der Allersee bei einer Länge von 1230 m, einer Breite von 270 m und einer mittleren Tiefe von 3 m ein Wasservolumen von rund 1 Million m³. Die Oberfläche des Sees umfasst dabei 29 Hektar.
Der Allersee ist ein Naherholungsgebiet Wolfsburgs und wird vor allem als Badesee genutzt. Daneben gibt es Möglichkeiten zum Kanufahren, Rudern und Segeln. Auf der Nordseite befindet sich eine als Bar genutzte hölzerne Schwimminsel sowie seit 2022 ein Hundestrand.
Der See wird vom Sportfischerverein Wolfsburg und Umgebung e. V. als Angelgewässer genutzt.

## Vorgeschichte
Der Allersee entstand als Teil des Allerparks, für dessen Planung der Rat der Stadt Wolfsburg im Juli 1958 neun Millionen DM bewilligte. Am 26. März 1969 gab der Rat seine endgültige Zustimmung zum Projekt. Die Arbeiten am Allerpark starteten 1969 mit der Verlegung der Aller und dem Ausbaggern der Feuchtlandschaft zum Allersee sowie seiner Einweihung 1970. Im Allerpark entstanden weitere Freizeiteinrichtungen, wie 1977 das Badeland und 1983 der Eispalast als Eissporthalle, heute Eis Arena. Am nahegelegenen Nordufer des Mittellandkanals beziehungsweise Südufer des Allersees sind seit den 1950er und 1960er Jahren zahlreiche Vereine ansässig, zum Beispiel ein Kanu-, ein Ruder- und ein Yacht-Club.

## Bildergalerie

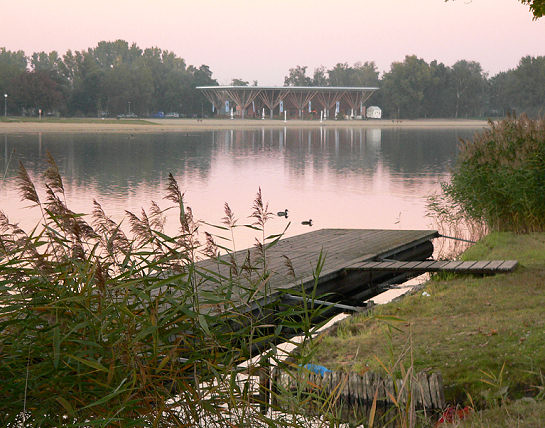
Allersee mit kolumbianischem Pavillon der Expo 2000
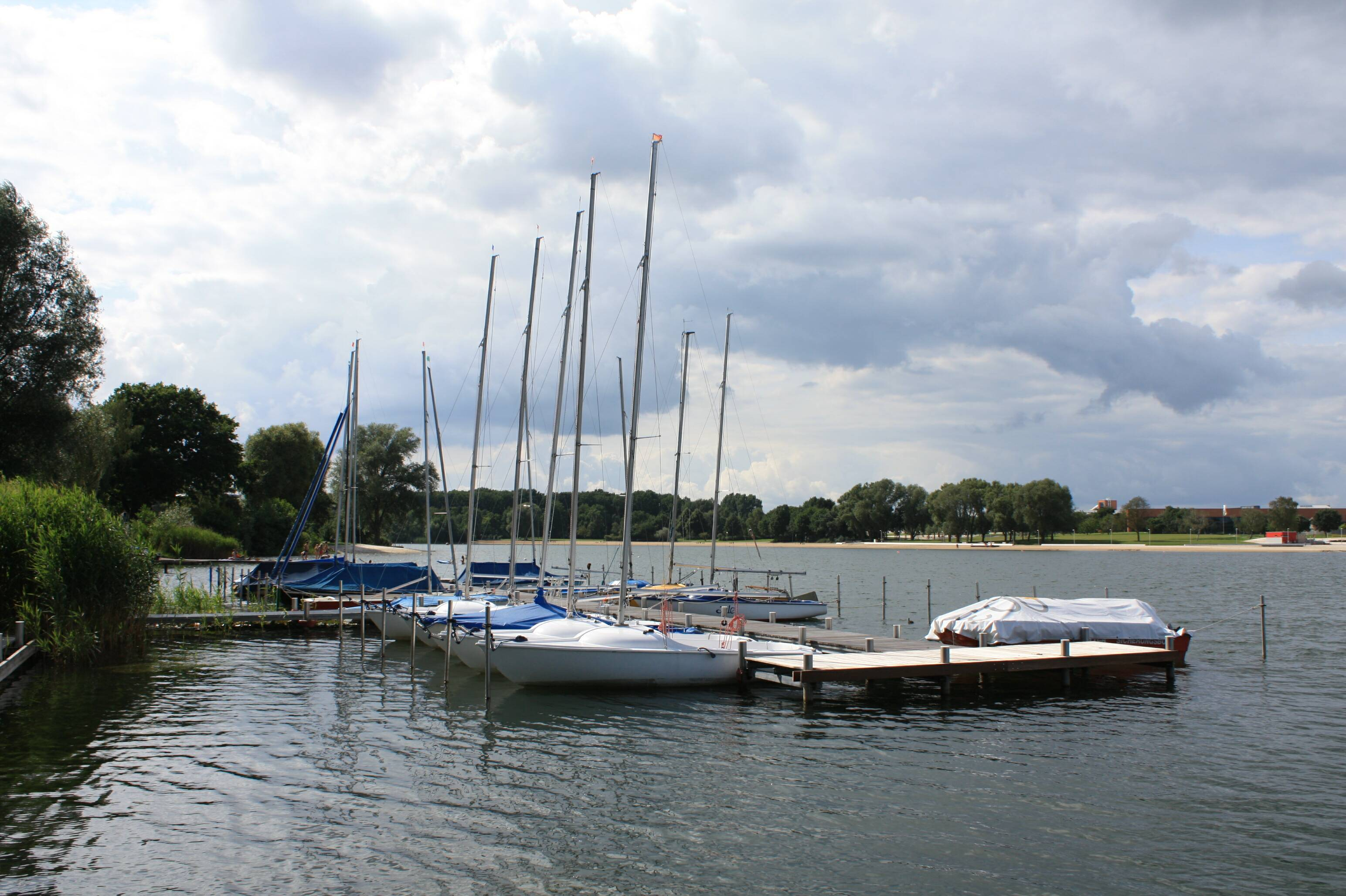
Segelboote auf dem Allersee
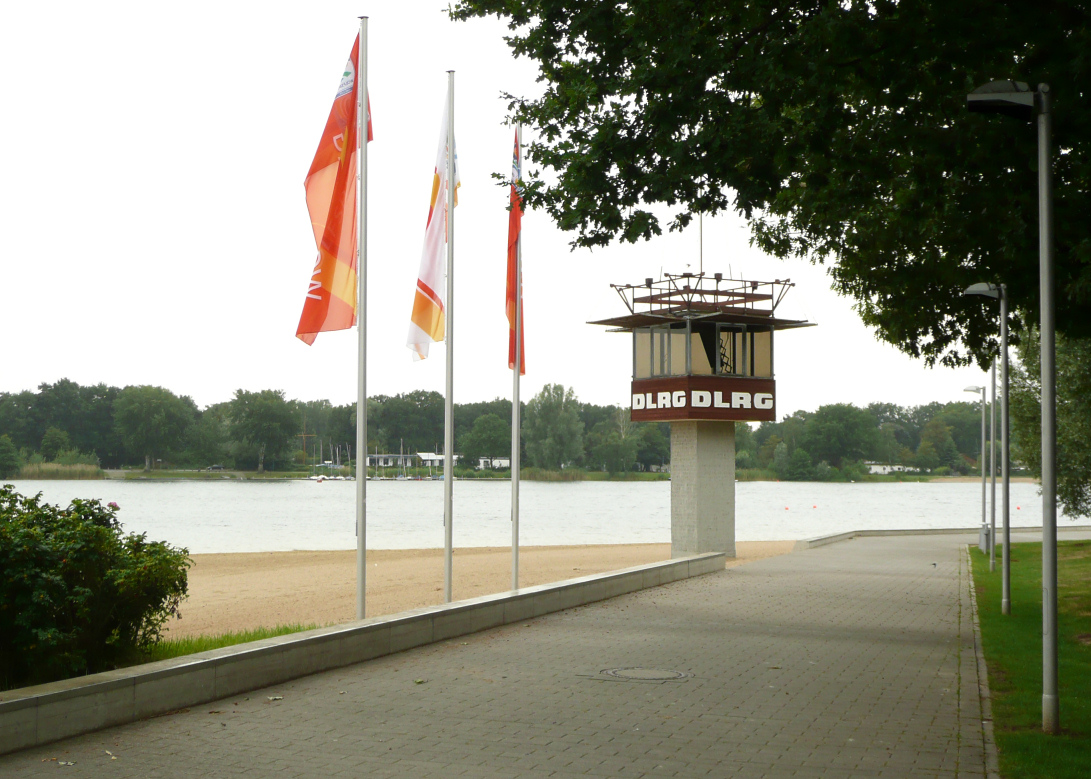
DLRG-Turm
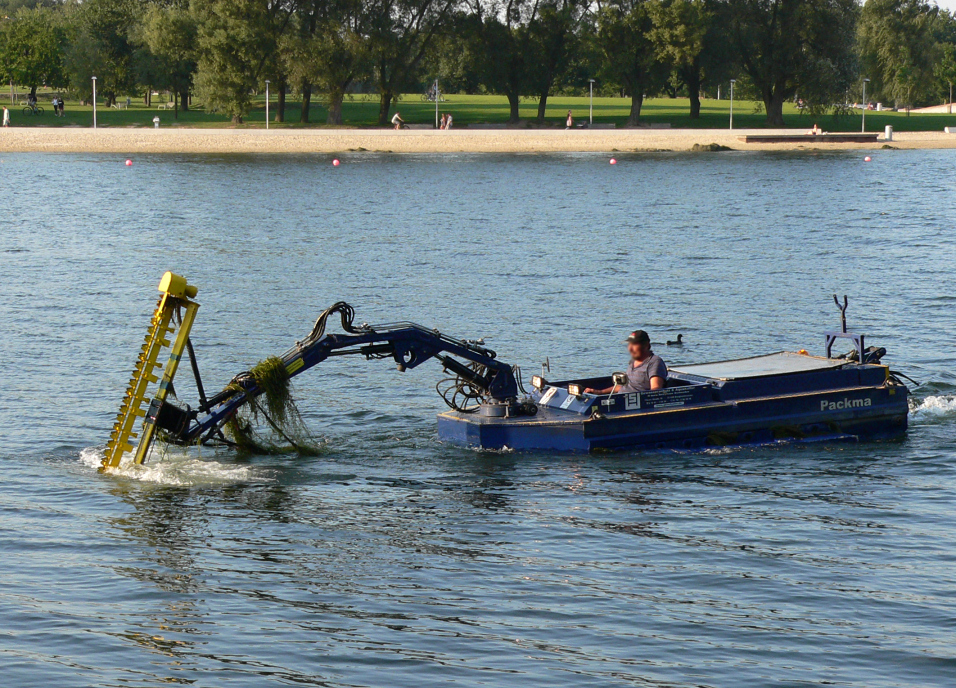
Mähboot auf dem See